# Chaetodon tinkeri
Chaetodon tinkeri är en fiskart som beskrevs av Schultz, 1951. Chaetodon tinkeri ingår i släktet Chaetodon och familjen Chaetodontidae. IUCN kategoriserar arten globalt som livskraftig. Inga underarter finns listade i Catalogue of Life.